# Старомихайловский заказник
Старомихайловский заказник (укр. Старомихайлівський заказник) — энтомологический заказник местного значения. Находится в Марьинском районе Донецкой области возле села Старомихайловка. Статус заказника присвоен решением Донецкого областного исполкома № 652 от 17 декабря 1982 года. Площадь — 0,5 га. В заказнике гнездуются дикие пчёлы.